# Оппман, Артур
Артур Франтишек Михал Оппман (пол. Artur Oppman; 14 августа 1867, Варшава, Царство Польское, Российская империя — 4 ноября 1931, там же) — польский поэт периода Молодой Польши, журналист, редактор. Псевдоним „Or-Ot”.

## Биография
Родился в немецкой семье среднего достатка, переселившейся в Польшу из Тюрингии в 1708 году. Связи с Польшей в семье были очень сильны: мать и бабушка были польками, дед участвовал в Ноябрьском восстании 1830 г., а отец в Январском восстании 1863 г.
Образование получил в Варшаве. Во время учёбы дебютировал с первыми стихами. В 1890—1892 годах изучал польскую филологию в Ягеллонском университете. В 1901—1905 годах редактировал еженедельник «Wędrowiec», в 1918—1920 годах — редактор журнала Tygodnik Ilustrowany, в 1920 г. — журнала «Польский солдат».
С 1920 г. — Подполковник польской армии.

## Творчество
Мягкий по натуре, уравновешенный, склонный к мечтательности и слезливости, изящный в своей тоске, поэт заметно выделялся среди энергичных, стремящихся к абсолюту или влюблённых в себя молодых польских модернистов. Его нежные и ласкающие стихи, задушевные и жалобные песни не открывают новой области мысли и чувства. Он поёт лишь о том, «как шумит печальный лес, когда его будит дрожащая песнь, когда с него падают листья от ветра»; «как вздыхает полевой цветок, напоённый кровавой росой, окутанный тенью и мглой»; «как ангелы летят в небесный край бриллиантовых звёзд и несут к Богу скорбь из печальных хат» и тому подобное («О, graj»). Оппман не борется с враждебной людям стихией и покорно верит в приход благоуханной весны, «королевы с улыбкой на устах», которая прогонит зиму. Поэтому «напрасно по полям мечется вихрь и своей унылой песнью пугает людей»: они чуют, что близок день весны («Z tematów ludowych»). Когда поэт подражает модернистам, его стих, при всей красоте, звучит фальшью. «Я вырву его из солнечной страны прежде, чем он заблестит в светлом кругу звезд! Я буду рвать тело ребенка, дух юноши! Под натиском моих жадных когтей порвётся нить возвышенных мечтаний» («Demony»). В общем, лирика Оппмана напоминает «чистый, благородный, тонкий и нежный тон скрипки» или же «альбомные стихи барышень». В эротических стихотворениях автора женщина представлена «каким-то белым ангелом», а мужчина всегда клянётся, что «без неё был бы живым трупом». Наиболее характерные для Оппмана произведения — «Варшава в рифмах» и «Stare Miasto. Obrazki z niedawnych lat» (1892 и 1903), с идеализацией местной старины, с тяготеньем к средневековой эпохе и цельным, мощным её натурам. Картины «Стараго Мяста» больше всего напоминают виды допетровской Москвы Ап. Васнецова: та же верность археологии, отсутствие фантазии, влюбленность в архитектурные формы. Сравнительно с аналогичными произведениями В. Гомулицкого, у него нет исторического драматизма, яркой пластики, глубокой психологии. Свои «Старосветские» песни Оппман посвящает «сердечной тихой подруге», с которой соединена вся его жизнь. «Когда в осенние сумерки стихал шум городской толпы, над домами подымался серп месяца и фантастически серебрил Старое Място», то «каждый камень говорил их сердцам»; «песня старых заборов, шум серебряной Вислы, вера простых сердец» с раннего детства проникали в душу поэта, и он «воспевал стародавние дела, будил давно уснувшие тени» («Ofiarowanie»). Старый костёл живёт для него полной жизнью: из-под его сводов «несётся дух былого, встают истлевшие кости из саркофагов, а печальный ангел тоски, поэт ангелов, рассыпает цветы воспоминаний, мистические розы сердец». Из гробов поднимаются блестящие рыцари, сенаторы в красных мантиях, спесивый ратман, «златоустый» Скарга («Fara»).

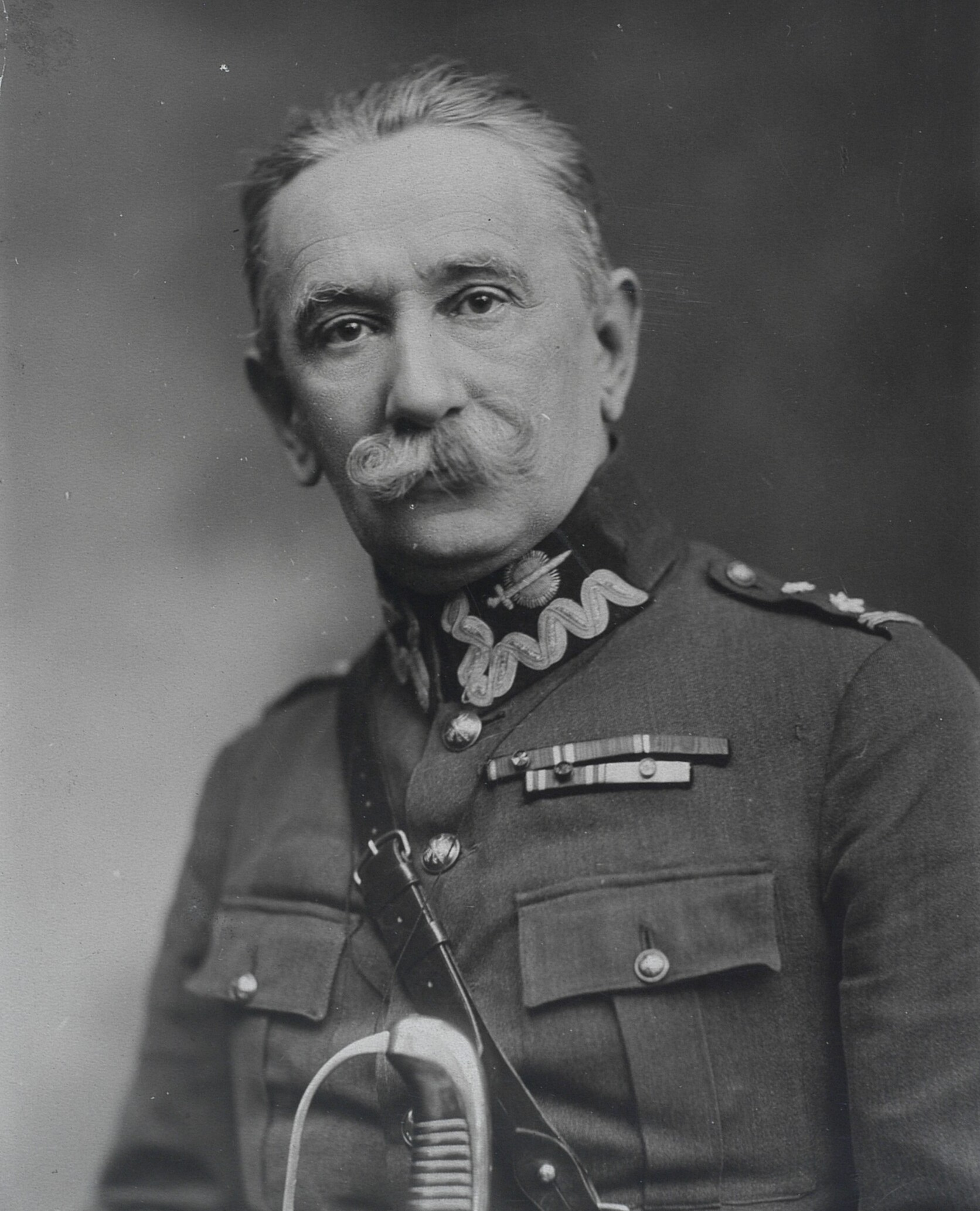
А.Оппман около 1930

Лучшее произведение поэта в том же роде — стихотворная «Kronika mieszczańska о Malchrze Gąsce, rajcy warszawskim, о pięknej Zofce, córce Gąskowej, i o piórkosie z Francyej — historya wielce žałosna» (1903). Выдержанное настроение «жалостной гистории» XVI века, образный и архаичный язык гармонируют с эпическим тоном повести о прекрасной горожанке Зофке, соблазненной французским щёголем и убитой отцом, советником из славного рода Гонсков. Такого же характера «Z teki Jana Olszewskiego miłośnikom pamiątek, z wierzem wstępnym i zakończeniem» (1905). Юмор Оппмана в таких произведениях лучше всего характеризуется «незримыми миру слезами». Изображая трёх старых дев, которые ходят по костёлам, сплетничают, пьют кофе и живут какими-то остатками капитала и воспоминаниями, поэт возбуждает в читателе сочувствие к пани Домицеле, у которой «нет воспоминаний», которую «никто не любил»; «жизнь её всегда была серая, монотонная, и от колыбели у неё не было ни одной светлой мысли» («Trzy bogime»).
Oппмана называют «певцом стародавней мещанской культуры, мало-помалу исчезающих древних памятников. Конец XVIII в., двор Станислава, городской редут, мещанские совещания, домашняя жизнь, типы людей, потерпевших жизненное и историческое крушение, но не исчезнувших ещё в этом самородном музее Варшавы, — такова любимая область фантазии и чувства Оппмана». «Темперамент его всегда приобретает новую мощь, как только он воспевает прошлое своего Старого Мяста и Варшавы».
Стихотворения Оппмана, изданные отдельно: «Poezye» (1888 и 1903, в «Biblioteka dziel wyborowych»). «Na obcej ziemi» (1891), «Pieśni» (1895), «Wiosenne kwiecie» (1896), «Wybor poezyi» (1900), «Bajki Ezopa» (1902; рец. А. Шыцувной, «Ksiąžka», 1902, № 12; «Tygodnik illustr.», 1902, № 49), «Ciekawa książeczka» (1902; рец. «Ksiąžka», 1902, № 8), «Monologi», «Monologi и deklamacye staroswieckie», «Monologi i deklamacye z Raptularza Zagłoby» («Teatr Amatorski», 1903, № 73—75), «Czerwony kapturek. Baśń w 2 aktach» (1905), «Jaś i Malgosia. Baśń w 4 aktach» (1905).
Автор ряда произведений для детей. Редактировал календари, альманахи и сборники стихов.

## Награды
- Офицерский крест Ордена Возрождения Польши (1922)
- Золотой крест Заслуги
- Офицерский  Орден Звезды Румынии
- Орден Почётного легиона
- Орден Академических пальм

Похоронен на кладбище Старые Повонзки.